# Smithville, Ontario
Smithville är en ort i Kanada.   Den ligger i provinsen Ontario, i den sydöstra delen av landet, 400 km sydväst om huvudstaden Ottawa. Smithville ligger 190 meter över havet och antalet invånare är 4 491.
Terrängen runt Smithville är platt. Närmaste större samhälle är Lincoln, 9,2 km nordost om Smithville. 
Omgivningarna runt Smithville är en mosaik av jordbruksmark och naturlig växtlighet. Runt Smithville är det ganska glesbefolkat, med 31 invånare per kvadratkilometer.